# Marni Yamada
Marni Yamada (ur. 26 sierpnia 1978) – amerykańska snowboardzistka. Nie startowała na igrzyskach olimpijskich. Na mistrzostwach świata w Whistler oraz na mistrzostwach świata w Arosa zajęła 24. miejsce w snowcrossie. Najlepsze wyniki w Pucharze Świata osiągnęła w sezonie 2003/2004, kiedy to zajęła 24. miejsce w klasyfikacji generalnej.

## Sukcesy

### Mistrzostwa Świata
| Miejsce | Dzień       | Rok  | Miejscowość | Konkurencja    | Zwycięzca          |
| ------- | ----------- | ---- | ----------- | -------------- | ------------------ |
| 24.     | 16 stycznia | 2005 | Whistler    | Snowboardcross | Lindsey Jacobellis |
| 24.     | 14 stycznia | 2007 | Arosa       | Snowboardcross | Lindsey Jacobellis |

### Puchar Świata

#### Miejsca w klasyfikacji generalnej
- 2001/2002 - -
- 2002/2003 - -
- 2003/2004 - 24.
- 2004/2005 - -
- 2005/2006 - 98.
- 2006/2007 - 84.
- 2007/2008 - 85.
- 2008/2009 - 66.
- 2009/2010 - 138.

#### Miejsca na podium
1. Whistler – 6 grudnia 2001 (Snowcross) - 3. miejsce